# قرة شيران
قرة شيران هي قرية في مقاطعة نير، إيران. يقدر عدد سكانها بـ 491 نسمة بحسب إحصاء 2016.